# Jeroen Olyslaegers
Jeroen Olyslaegers, né le 5 octobre 1967  à Mortsel, est un écrivain belge néerlandophone.

## Œuvres

### Ouvrages
- Navel, Louvain, Belgique, Kritak, 1994
- Il faut manger', Anvers, Belgique, Uitgeverij Houtekiet, 1996
- Open gelijk een mond, Amsterdam, Pays-Bas, Uitgeverij Prometheus, 1999[1]
- Wij, Anvers, Belgique, Uitgerij Manteau, 2009
- Winst, Amsterdam, Pays-Bas, Uitgeverij De Bezige Bij, 2012[2]
- Trouble [« WIL »]  (trad. Françoise Antoine), Paris, Stock, coll. « La Cosmopolite », 2019, 448 p. (ISBN 2234084245, présentation en ligne)[3]. - Prix de Littérature Fintro 2017[4]
- La femme sauvage [« Wildevrouw »]  (trad. Françoise Antoine), Paris, Stock, coll. « La Cosmopolite », 2024, 512 p. (ISBN 978-2-234-09232-7)

### Théâtre
- De invreter, Theater Zuidpool, 2000-2002
- Diep in de aarde, dieper in uw gat, Théâtre royal flamand de Bruxelles & Publiekstheater, 1999-2001
- OverlopeR / Xlarge Medium Small, Theater Zuidpool, 2002-2003
- Mood on the go, Het Toneelhuis, 2003-2004
- Uw darmen: een marktonderzoek, NTGent, 2006-2007
- Woeste hoogten, rusteloze zielen, Theater Artemis & Theater Antigone, 2009-2010
- Prometheus Landscape II, Troubleyn/Jan Fabre, 2011
- Mount Olympus: To Glorify the Cult of Tragedy, Troubleyn/Jan Fabre, 2015